# Bungulwa
Bungulwa è una circoscrizione rurale (rural ward) della Tanzania situata nel distretto di Kwimba, regione di Mwanza. Conta una popolazione di 10 361 abitanti (censimento 2012).